# Безпечне освітнє середовище
Безпечне освітнє середовище — юридичний термін, визначений у статті 1 Закону України «Про повну загальну середню освіту».
Згідно з цим визначенням, безпечне освітнє середовище це сукупність умов у закладі освіти, що:
- унеможливлюють заподіяння учасникам освітнього процесу фізичної, майнової та/або моральної шкоди, зокрема
  - внаслідок недотримання вимог норм і правил:
    - санітарних,
    - протипожежних та/або
    - будівельних,

  - внаслідок недотримання законодавства щодо:
    - кібербезпеки,
    - захисту персональних даних,
    - безпеки харчових продуктів та/або
    - надання неякісних послуг з харчування,

  - шляхом:
    - фізичного та/або психологічного насильства,
    - експлуатації,
    - дискримінації за будь-якою ознакою,
    - приниження честі, гідності, ділової репутації (булінг (цькування), поширення неправдивих відомостей тощо),
    - пропаганди та/або агітації, у тому числі з використанням кіберпростору, а також
- унеможливлюють вживання на території закладу освіти
  - алкогольних напоїв,
  - тютюнових виробів,
  - наркотичних засобів,
  - психотропних речовин.